# 杉野繁
杉野 繁（すぎの しげる、1885年（明治18年）5月 - 没年不詳）は、日本の内務官僚。弁護士。

## 経歴
東京府出身。1910年（明治43年）、東京帝国大学法科大学独法科を卒業し、同年に高等文官試験に合格した。鹿児島県属、同警視、同理事官、岡山県理事官、同視学官を経て、1919年（大正8年）に福井県警察部長・港務部長、1921年（大正10年）に三重県警察部長、1923年（大正12年）に群馬県内務部長、1924年（大正13年）に栃木県内務部長を務めた。
退官後は、神戸市助役、同電気局長を務めた。1942年（昭和17年）からは関西配電株式会社理事・神戸支店長に就任した。